# Palantir Technologies
Palantir Technologies Inc. je ameriško javno trgovano podjetje, ki se je specializiralo na programske platforme za podatkovno rudarjenje.  Sedež podjetja je v Denverju v Koloradu, ustanovili pa so ga leta 2003 Peter Thiel,  Stephen Cohen,  Joe Lonsdale  in Alex Karp  .
Podjetje ima štiri glavne operacijske sisteme: Palantir Gotham, Palantir Foundry, Palantir Apollo in Palantir AIP. Palantir Gotham je obveščevalno orodje, ki ga policija v mnogih državah uporablja kot napovedni sistem za policijsko delovanje ter vojska in analitiki za boj proti terorizmu, tako ameriška obveščevalna skupnost (USIC) kot ameriško obrambno ministrstvo.  Njihova programska oprema kot storitev (SaaS) je ena od petih ponudb, ki jih je ameriško obrambno ministrstvo odobrilo za kritične nacionalne varnostne sisteme (IL5  ).   Palantir Foundry so za integracijo in analizo podatkov uporabljale poslovne stranke, kot so Morgan Stanley, Merck KGaA, Airbus, Wejo, Lilium, PG&E in Fiat Chrysler Automobiles.  Palantir Apollo je platforma za omogočanje neprekinjene integracije/neprekinjene dobave (CI/CD) v vseh okoljih.  
Med prvimi strankami so bile članice Obveščevalne skupnosti Združenih držav Amerike. Od takrat je podjetje razširilo svojo bazo strank na mednarodne stranke, državna kot tudi zasebna podjetja (gl. dalje) in lokalne vlade.  
Podjetje so kritizirali zaradi njegove vloge pri širjenju vladnega nadzora z uporabo umetne inteligence in programske opreme za prepoznavanje obrazov.   Nekdanji zaposleni in kritiki pravijo, da so pogodbe podjetja v času druge Trumpove administracije problrmatične, saj omogočajo množično deportacijo in združevanje občutljivih podatkov o Američanih v rokah različnih upravnih agencij.  

### Zgodovina

#### 2003–2008: Ustanovitev in zgodnja leta
Vloge SEC kažejo, da je Palantir ustanovljen 6. maja 2003, ustanovil ga je Peter Thiel, soustanovitelj PayPala, ko se je program CIA Total Information Awareness zaključil. Thiel je zagonsko podjetje poimenoval po "kamnu videnja" v Tolkienovi zbirki legend.  Podobno nosijo lokacije pisarn Palantirja imena iz Tolkiena: The Shire (Palo Alto, Kalifornija), Rivendell (McLean, Virginia) in Minas Tirith (Washington, DC).  Leta 2013 je Thiel izjavil, da je Palantir "podjetje, usmerjeno v poslanstvo", ki lahko uporablja programsko opremo, podobno PayPal-ovim sistemom za prepoznavanje goljufij, ki naj bi "zmanjšalo terorizem in hkrati ohranilo državljanske svoboščine".  Na vprašanje, kaj je skrivnost njegovega uspeha, je Karp odgovoril, da sta s Thielom pri ustanovitvi podjetja sledila "klasičnemu nemškemu pristopu", na katerega je vplivala ideja Georga Wilhelma Friedricha Hegla o tem, kako premagati nasprotja. 
Leta 2004 je Thiel financiral izdelavo prototipa, izdelali so ga inženir PayPala Nathan Gettings in dva študenta Univerze Stanford. Istega leta je Thiel za glavnega izvršnega direktorja zaposlil Alexa Karpa, svojega nekdanjega kolega s Pravne fakultete Stanford. 
Podjetje s sedežem v Palo Altu v Kaliforniji se je sprva težko našlo investitorje. Po Karpovih besedah je predsednik uprave Sequoia Capitala Michael Moritz sabotiral celoten sestanek, direktor podjetja Kleiner Perkins pa je ustanoviteljem predaval o neizogibnem propadu podjetja.  Edini zgodnji naložbi sta bili 2 milijona dolarjev od In-Q-Tel, biroja za tvegani kapital ameriške Centralne obveščevalne agencije, in 30 milijonov dolarjev iz žepa samega Thiela in njegovega podjetja za risk kapital Founders Fund.     
Palantir je svojo tehnologijo razvijal tri leta, pri tem se je lahkko oprl na programerje in analitike iz obveščevalnih agencij, prek pilotnih projektov, ki jih je vodil In-Q-Tel.   Podjetje je sporočilo, da računalniki sami z umetno inteligenco ne morejo premagati prilagodljivega nasprotnika. Namesto tega je Palantir predlagal uporabo človeških analitikov za raziskovanje podatkov iz številnih virov. 

#### 2010–2012: Rast
Aprila 2010 je Palantir napovedal partnerstvo s Thomson Reuters za prodajo izdelka Palantir Metropolis kot "QA Studio" (orodje za kvantitativno analizo ).  18. junija 2010 sta podpredsednik Joe Biden in direktor Urada za upravljanje in proračun Peter Orszag v Beli hiši imela tiskovno konferenco, na kateri sta napovedala uspeh boja proti goljufijam. Biden je uspeh pripisal programski opremi Palantir, ki jo je uvedla zvezna vlada.  Napovedal je, da bodo to možnost uporabili tudi v drugih vladnih agencijah, za začetek v Medicare in Medicaid.    
Ocene so za prihodke v letu 2011 znašale 250 milijonov dolarjev. 

#### 2013–2016: Dodatno financiranje
Dokument, ki je pricurljal v javnost na TechCrunch, je razkril, da je med Palantirjeve stranke leta 2013 spadalo vsaj 12 enot v ameriški vladi, tako CIA, DHS, NSA, FBI, CDC, marinci, Zračne sile, Poveljstvo specialnih operacij Združenih držav Amerike, Vojaška akademija Združenih držav Amerike in drugi. Tedaj je ameriška vojska še naprej uporabljala lastno orodje za analizo podatkov. Po podatkih TechCruncha so bile ameriške vohunske agencije, kot sta se CIA in FBI, prvič povezala med seboj s programsko opremo Palantir, saj so bile dotlej njune baze podatkov prej ločene .
Septembra 2013 je Palantir razkril dodatno financiranje v višini več kot 196 milijonov dolarjev, hkrati z vlogo pri ameriški komisiji za vrednostne papirje in borzo.   Ocene so bile, da bo podjetje leta 2014 verjetno sklenilo pogodbe v vrednosti skoraj milijarde dolarjev.  Izvršni direktor Alex Karp je leta 2013 napovedal, da podjetje ne bo nadaljevalo s potjo na trg, saj bi vstop na borzo "zelo otežil vodenje podjetja, kot je naše". Decembra 2013 je podjetje začelo krog financiranja, v katerem je od zasebnih financerjev zbralo približno 450 milijonov dolarjev. To je po podatkih Forbesa vrednost podjetja dvignilo na 9 milijard dolarjev, revija pa je poročala, da je vrednotenje Palantirja uvrstilo "med največ vredna zasebna tehnološka podjetja v Silicijevi dolini". 
Decembra 2014 je Forbes poročal, da Palantir želi zbrati 400 milijonov dolarjev v dodatnem krogu financiranja, potem ko je podjetje mesec prej vložilo dokumentacijo za vstop na borzo. Poročilo je temeljilo na raziskavi strokovnjakov tveganega kapitala. Forbes je dejal, da bi lahko Palantir v primeru zaključka financiranja dosegel 1,2 milijarde dolarjev.  
Palantir so novembra 2014 cenili na 15 milijard dolarjev.  Junija 2015 je BuzzFeed poročal, da podjetje zbira do 500 milijonov dolarjev novega kapitala, kar kaže na vrednotenje v višini 20 milijard dolarjev.  Do decembra je zbralo še 880 milijonov dolarjev.  Februarja 2016 je Palantir kupil Kimono Labs, zagonsko podjetje, ki omogoča enostavno zbiranje informacij z javno dostopnih spletnih mest. 
Avgusta 2016 je Palantir prevzel zagonsko podjetje za vizualizacijo podatkov Silk. 

#### 2020–danes
Palantir je bil eno od štirih velikih tehnoloških podjetij , ki so začela sodelovati z NHS pri boju proti COVID-19 s pomočjo programske opreme podjetja Palantir Foundry,  Do aprila 2020 je za sledenje in omejevanje okužbe več držav uporabljalo Palantirjevo tehnologijo.  Palantir je razvil tudi Tiberius, programsko opremo za dodeljevanje cepiv, ki se uporablja v Združenih državah. 
Avgusta 2020 je Palantir Technologies preselil svoj sedež v Denver v Koloradu in se s tem distanciral od »inženirske elite Silicijeve doline [ki] ne vedo več o tem, kako bi morala biti družba organizirana ali kaj zahteva pravičnost«.  Septembra je imel svojo prvo javno ponudbo delnic na newyorški borzi,  pri čemer je oglaševal cilj, da postane »operacijski sistem v ZDA«.  Decembra 2020 je ameriška uprava za hrano in zdravila (FDA) s podjetjem Palantir sklenila pogodbo v vrednosti 44,4 milijona dolarjev, kar je povečalo vrednost njegovih delnic za približno 21 %. 
Novembra 2024 je mornarica sklenila s Palantirjem pogodbo za programsko opremo v vrednosti skoraj milijarde dolarjev. 
Do maja 2025 je druga Trumpova administracija porabila 113 milijonov dolarjev za obstoječe in nove pogodbe z Ministrstvom za domovinsko varnost in Pentagonom ter pogodbo z Ministrstvom za obrambo v vrednosti 795 milijonov dolarjev, hkrati pa je razpravljala o pogodbah za Upravo za socialno varnost in Službo za notranje davke. 

#### Vrednotenje
Podjetje je bilo decembra 2013 ocenjeno na 9 milijard dolarjev, potem ko je zbralo dodatno 107,5 milijona dolarjev investicij.  Forbes je zapisal, da je vrednotenje Palantir uvrstilo "med najvrednejša zasebna tehnološka podjetja v Silicijevi dolini". Vrednost Palantirja se je po krogu financiranja v višini 50 milijonov dolarjev novembra 2014 povečalo na 15 milijard dolarjev,  konec leta 2015 pa na 20 milijard dolarjev, ko je podjetje zaključilo nov krog financiranja v višini 880 milijonov dolarjev. 
The Wall Street Journal je 18. oktobra 2018 poročal, da je Palantir v prvi polovici leta 2019 razmišljal o prvi javni ponudbi delnic v višini 41 milijard dolarjev. 
Pred prvo javno ponudbo delnic Palantir ni ustvaril dobička. Julija 2020 je vložil zahtevo za prvo javno ponudbo delnic  in 30. septembra 2020 je postal javna delnica na newyorški borzi pod oznako "PLTR". 6. septembra 2024 je S&P Global objavil, da bo Palantir vključil v indeks S&P 500. Cena njegove delnice se je naslednji trgovalni dan zvišala za 14 %. 
14. novembra 2024 je Palantir napovedal prenos kotacije svojih delnic z newyorške borze na trg Nasdaq Global Select Market, ki je začel veljati 26. novembra. Navadne delnice razreda A družbe so se še naprej trgovale pod simbolom PLTR. 

#### Naložbe
Po podatkih investicijske banke RBC Capital Markets je podjetje do leta 2021 investiralo več kot 400 milijonov dolarjev v skoraj dva ducata podjetij za posebne namene prevzema (SPAC), hkrati pa je ta podjetja pritegnilo kot stranke. 

### Izdelki

#### Palantir Gotham
Palantir Gotham, dan na trg 2008, je Palantirjeva obrambna in obveščevalna programska oprema. Gre za nadgradnjo dolgoletnega dela Palantirja v obveščevalni skupnosti Združenih držav Amerike. Programska oprema med drugim podpira opozorila, geoprostorsko analizo in napovedovanje. Med tujimi strankami je tudi ukrajinska vojska.  Palantir Gotham se uporablja tudi kot sistem za napovedno policijsko dejavnost, kar je sprožilo nekaj polemik glede rasizma v njihovi analitiki umetne inteligence. 

#### Palantir Foundry
Palantir Foundry je programska platforma, ki se ponuja za uporabo v komercialnem in civilnem vladnem sektorju. V zdravstvenem sektorju je postala priljubljena zaradi uporabe v okviru Nacionalnega kohortnega sodelovanja za covid, varne enklave elektronskih zdravstvenih kartotek iz vseh Združenih držav Amerike, ki je ustvarila na stotine znanstvenih rokopisov in osvojila veliko nagrado NIH/FASEB Dataworks. Foundry je uporabil tudi Center NHS England za analizo uspešnosti programa cepljenja pri boju s pandemijo COVID-19 v Angliji. Junija 2021 je Foxglove, neprofitna organizacija za tehnološko pravosodje, začel kampanjo proti podjetju, ker je "njihovo ozadje na splošno povezano s pogodbami, kjer so ljudje oškodovani, ne pa ozdravljeni." 
Od leta 2022 se je Foundry uporabljal tudi za upravljanje programa UK Homes for Ukraine  da bi se socialnim delavcem, zaposlenim v lokalnih organih, omogočil dostop do podatkov, ki jih hrani Ministrstvo za izenačevanje, stanovanja in skupnosti, nekatere od teh pa zagotavlja britansko ministrstvo za notranje zadeve.
Novembra 2023 je NHS England s podjetjem Palantir sklenil 7-letno pogodbo za združevanje podatkov iz različnih sistemov v poenoteno podatkovno platformo, vredno 330 milijonov funtov, Britansko združenje zdravnikov, Združenje zdravnikov Združenega kraljestva in strokovnjaki za kibernetsko varnost so odločitev kritizirali.    Leta 2024 so zdravstveni delavci protestirali pred sedežem NHS England in zahtevali preklic pogodbe. 
Od maja 2025 so Foundry uporabljale štiri ameriške zvezne agencije, med drugimi z Ministrstvo za domovinsko varnost in Ministrstvo za zdravje in socialne zadeve. 

##### Palantir Apolo
Palantir Apollo je "sistem za neprekinjeno dostavo" , ki upravlja in uvaja Palantir Gotham in Foundry.  Apollo posodablja konfiguracije in programsko opremo na platformah Foundry in Gotham z uporabo arhitekture mikroservisov. 

##### Drugo
Podjetje Palantir je sodelovalo pri številnih poslovnih in potrošniških izdelkih, ki jih je oblikovalo delno ali v celoti. Leta 2014 je na primer na premieri predstavilo izdelek Insightics, ki po poročanju Wall Street Journala "iz evidenc kreditnih kartic trgovcev pridobiva podatke o porabi strank in demografske podatke". Ustvarjen je bil v sodelovanju s podjetjem za obdelavo kreditov First Data. 

##### Platforma za umetno inteligenco (AIP)
Aprila 2023 je podjetje predstavilo platformo za umetno inteligenco (AIP), ki integrira velike jezikovne modele v zasebno upravljana omrežja. Podjetje je njeno uporabo pokazalo v vojni, kjer bi lahko vojaški operater izvajal operacije in prejemal odgovore prek klepetalnega robota z umetno inteligenco.   Karp je ob sklicevanju na morebitna tveganja generativne umetne inteligence dejal, da izdelek ne bi omogočil samostojnega izvajanja operacij ciljanja, temveč bi zahteval človeški nadzor.   Tudi komercialna podjetja so AIP uporabljala na številnih področjih. Aplikacije vključujejo načrtovanje infrastrukture, analizo omrežja in dodeljevanje virov.  
AIP uporabnikom omogoča ustvarjanje LLM-jev, imenovanih "agenti", prek grafičnega uporabniškega vmesnika. Agenti lahko komunicirajo z digitalno predstavitvijo poslovanja podjetja, znano pod pojmom ontologija. To modelom omogoča dostop do dokumentov organizacije in drugih zunanjih virov. Uporabniki lahko določijo izhodne sheme in testne primere za potrditev odgovorov, ki jih ustvari umetna inteligenca. AIP ima knjižnico predlog, ki jo lahko stranke razširijo.  Palantir ponuja tudi petdnevne tečaje za uvajanje potencialnih strank.  Palantir vsako leto gosti konferenco AIPCon s predstavitvami obstoječih strank. 

##### TITAN
Palantir-jev TITAN (Tactical Intelligence Targeting Access Node) je tovornjak, ki se oglašuje kot mobilna zemeljska postaja za aplikacije umetne inteligence. Potem ko je bil prototip izdelan s sredstvi IRAD, se projekt zdaj razvija v sodelovanju z Anduril Industries, Northrop Grumman in drugimi izvajalci. Podjetje trdi, da lahko TITAN izboljša sposobnost strank za izvajanje natančnih napadov na dolge razdalje.  Palantir ima pogodbo za dobavo 10 enot ameriški vojski. 

##### Meta Konstelacija
MetaConstellation je satelitsko omrežje, ki podpira uvajanje modelov umetne inteligence. Uporabniki lahko zahtevajo informacije o določenih lokacijah, kar storitev spodbudi k napotitvi potrebnih virov. MetaConstellation so uporabljale stranke, vključno s Severnim poveljstvom Združenih držav. 

##### Skykit
Skykit je prenosna orodjarna, ki podpira obveščevalne operacije v neugodnih okoljih. Palantir ponuja »Skykit Backpack« in »Skykit Maritime« za prevoz posameznikov oziroma čolnov. Vsebina vključuje baterije, robustni prenosnik s programsko opremo podjetja in kvadrokopter, ki podpira aplikacije računalniškega vida. Skykit se lahko poveže tudi s satelitskim omrežjem MetaConstellation.  Leta 2023 so različni viri poročali, da je ukrajinska vojska začela prejemati enote Skykit.  

##### Palantir Metropolis
Palantir Metropolis (prej znan kot Palantir Finance) je bila  programska oprema za integracijo podatkov, upravljanje informacij in kvantitativno analitiko. Programska oprema se povezuje s komercialnimi, lastniškimi in javnimi nabori podatkov ter odkriva trende, odnose in anomalije, med drugim s pomočjo napovedne analitike.  Leta 2009 je Peter Cavicchia III iz JPMorgana s pomočjo 120 "naprednih inženirjev" iz Palantirja uporabil Metropolis za spremljanje komunikacije zaposlenih  in ekipo za notranje grožnje opozoril, če je zaposleni kazal znake morebitnega nezadovoljstva: ekipa za notranje obveščanje je zaposlenega dodatno vzela pod lupo in morda poskrbela za fizični nadzor po delovnem času s pomočjo varnostnega osebja banke.   Ekipa Metropolis je za to uporabljala e-pošto, dejavnost prenosov, zgodovino brskalnika in lokacije GPS na pametnih telefonih v lasti JPMorgane ter prepise digitalno posnetih telefonskih pogovorov in te podatke uporabila za iskanje, združevanje, razvrščanje in analizo za določene ključne besede, besedne zveze in vzorce vedenja.   Leta 2013 je Cavicchia te informacije morda delil s Frankom Bisignanom, ki je postal izvršni direktor družbe First Data Corporation.  Palantir Metropolis je nasledilo podjetje Palantir Foundry. 

#### Stranke

###### Korporativna uporaba
Podjetje Palantir, ustanovljeno kot obrambni izvajalec, se je od takrat razširilo v zasebni sektor. Te dejavnosti zdaj zagotavljajo velik delež prihodkov podjetja. Palantir je v drugem četrtletju 2024 zabeležil 55-odstotno medletno rast na ameriškem komercialnem trgu, čeprav služi tudi tujim strankam. Aplikacije vključujejo telekomunikacije in načrtovanje infrastrukture. 
Founded as a defense contractor, Palantir has since expanded to the private sector. These activities now provide a large proportion of the company’s revenue. Palantir had 55% year-over-year growth in the U.S. commercial market in Q2 2024, although it also serves foreign customers. Applications include telecommunications and infrastructure planning.
|          | prodaja milijard $ | delež |
| -------- | ------------------ | ----- |
| Vlada    | 1.2                | 54.9% |
| Podjetja | 1.0                | 45.1% |

| Regija      | prodaja milijard $ | delež |
| ----------- | ------------------ | ----- |
| ZDA         | 1.4                | 61.9% |
| Ostali svet | 0.6                | 27.5% |
| UK          | 0.2                | 10.6% |

Palantir Metropolis so uporabljali hedge skladi, banke in podjetja za finančne storitve.    Med strankami Palantir Foundry so Merck KGaA,  Airbus,  in Ferrari. 
Palantir-jev partner Information Warfare Monitor je s programsko opremo Palantir odkril tako Ghostnet kot Shadow Network.   

### Civilne stranke v ZDA
Programsko opremo Palantir je Odbor za odgovornost in preglednost okrevanja uporabil za odkrivanje in preiskovanje goljufij in zlorab v okviru ameriškega zakona o okrevanju in ponovnem vlaganju. Center za operacije okrevanja (ROC) je Palantir uporabil za integracijo transakcijskih podatkov z odprtokodnimi in zasebnimi nabori podatkov, ki opisujejo subjekte, ki prejemajo spodbudna sredstva.   Med drugimi strankami od leta 2019 so bili projekt Polaris,  Centri za nadzor in preprečevanje bolezni, Nacionalni center za pogrešane in izkoriščane otroke, Nacionalni inštituti za zdravje,  Team Rubicon,  in Svetovni program Združenih narodov za hrano. 
Oktobra 2020 je Palantir začel pomagati zvezni vladi pri vzpostavitvi sistema, ki bo spremljal proizvodnjo, distribucijo in dajanje cepiv proti COVID-19 po vsej državi. 

### Ameriška vojska, obveščevalne službe in policija
Palantir Gotham uporabljajo analitiki za boj proti terorizmu v pisarnah obveščevalne skupnosti Združenih držav Amerike in obrambnega ministrstva Združenih držav Amerike, preiskovalci goljufij pri Odboru za odgovornost in preglednost okrevanja ter kibernetski analitiki pri Information Warfare Monitor (odgovorni za preiskavo GhostNet in Shadow Network ). Gotham so uporabljali preiskovalci goljufij pri Odboru za odgovornost in preglednost okrevanja, nekdanji ameriški zvezni agenciji, ki je delovala od leta 2009 do 2015.
Med drugimi strankami od leta 2013 so bili DHS, NSA, FBI, marinci, zračne sile, poveljstvo za specialne operacije, West Point, skupna organizacija za boj proti improviziranim eksplozivnim napravam in zavezniki. Vendar pa je ameriška vojska takrat še naprej uporabljala lastno orodje za analizo podatkov. Tudi po podatkih TechCruncha so »ameriške vohunske agencije uporabljale Palantir za povezovanje baz podatkov med oddelki. Pred tem je bila večina baz podatkov, ki sta jih uporabljala CIA in FBI, ločenih, zaradi česar so morali uporabniki iskati vsako bazo podatkov posebej. Zdaj je vse povezano z uporabo Palantirja.« 
Ameriška vojaška obveščevalna služba je v vojni v Afganistanu uporabila izdelek Palantir za izboljšanje svoje sposobnosti napovedovanja lokacij improviziranih eksplozivnih naprav. Majhno število strokovnjakov je poročalo, da je bil uporabnejši od programa za beleženje lokacij ameriške vojske, imenovanega Distributed Common Ground System (DCGS-A). Kongresnik Duncan D. Hunter se je leta 2012 pritožil nad ovirami ameriškega obrambnega ministrstva za njegovo širšo uporabo 
Leta 2014 je ameriška služba za priseljevanje in carine (ICE) podjetju Palantir podelila pogodbo v vrednosti 41 milijonov dolarjev za izgradnjo in vzdrževanje novega obveščevalnega sistema, imenovanega Upravljanje preiskovalnih primerov (ICM), za sledenje osebnim in kazenskim evidencam zakonitih in nezakonitih priseljencev. To aplikacijo je prvotno zasnoval ICE-jev urad za preiskave domovinske varnosti (HSI), ki je svojim uporabnikom omogočal dostop do obveščevalnih platform, ki jih vzdržujejo drugi zvezni in zasebni organi pregona. Sistem je svojo "končno operativno zmogljivost" dosegel pod Trumpovo administracijo septembra 2017. 
Palantir je leta 2019 prejel pogodbo Pentagona za projekt Maven, potem ko se je Google odločil, da ne bo nadaljeval z razvojem brezpilotnih letalnikov z umetno inteligenco, ki se uporabljajo za bombne napade in obveščevalne dejavnosti. 
Leta 2024 je Palantir prišel na dan kot "Trumpov trumf" pri odločitvi za nadaljnje uveljavljanje zakona o nezakonitih priseljencih in ustvarjanje dobička od zvezne porabe za nacionalno varnost in priseljevanje.  Palantir ima z ICE pogodbo v vrednosti 30 milijonov dolarjev za sledenje gibanja migrantov. Ministrstvo za vladno učinkovitost (DOGE) je Palantir zaprosilo za pomoč pri pospešitvi deportacije z vzpostavitvijo glavne baze podatkov. 
Leta 2017 je članek v BuzzFeed News namigoval, da se za mitskim slovesom, ki je Palantir povezoval z ameriškimi obveščevalnimi agencijami (ki je bil namerno ustvarjen, da bi podjetju pomagal pridobiti posle), med drugim s CIA, NSA in FBI, skriva dejanski odnos zaradi različnih razlogov, z epizodami trenj in uporništva. Zlasti NSA se je temu upirala, ker je imela veliko lastnih računalniških talentov in se je bolj osredotočala na SIGINT (medtem ko je Palantirjeva programska oprema do takrat bolje delovala za HUMINT ). CIA je bila pri tem tako razočarana nad publiciteto, povezano s Palantirjem, da je skušala preklicati pogodbo s Palantirjem. Toda Palantir si je do takrat pridobil trden položaj pri FBI, saj po Karpovih besedah "ne bodo imeli izbire". 

### Britanska nacionalna zdravstvena služba (NHS)
Podjetje ima pogodbe v zvezi s podatki o pacientih z britansko zdravstveni socialni sistem. Leta 2020 je Britanska nacionalna zdravstvena služba (NHS) podpisala nujno nekonkurenčno pogodbo za rudarjenje podatkov o pacientih s COVID-19 in konsolidacijo vladnih podatkovnih zbirk, da bi ministrom in uradnikom pomagalo pri odzivanju na pandemijo. Pogodba je bila vredna več kot 23,5 milijona funtov in podaljšana za dve leti. Oddaja pogodbe brez razpisa je bila deležna ostrih kritik, zaradi česar je NHS zavezal k odprtemu in preglednemu postopku javnega naročanja za vse prihodnje pogodbe o podatkih.   
Liam Fox je podjetje spodbudil, naj »širi svoje poslovanje s programsko opremo« v Veliki Britaniji.  Rečeno je bilo, da je »ključnega pomena za uspeh programov cepljenja in osebne zaščitne opreme«, vendar je bila njegova vpletenost v NHS sporna med skupinami za državljanske svoboščine.  Konservativni poslanec David Davis je pozval k sodnemu pregledu deljenja podatkov o pacientih s Palantirjem. 
Nabava federativne podatkovne platforme v vrednosti 480 milijonov funtov, ki jo je začela angleška nacionalna zdravstvena služba (NHS England) januarja 2023, je bila za Palantir opisana kot »nujna zmaga«.  Zagovorniki državljanskih svoboščin so naročilo opisali kot »farso«, češ da ima Palantir konkurenčno prednost, saj »že ima svoje noge pod mizo v angleški NHS« in ima koristi od kratkega roka za oddajo naročil.  Aprila 2023 je bilo razkrito, da konzorcij britanskih podjetij ni bil uspešen pri svoji ponudbi za pogodbo. 
Aprila 2023 je konservativni poslanec David Davis javno izrazil zaskrbljenost glede postopka javnega naročanja in dejal, da bi lahko postal "kraljevska bitka". Davis je bil eden od dvanajstih poslancev, ki so pritiskali na vlado zaradi pomislekov glede zasebnosti pri uporabi podatkov. Laburistični kolega in nekdanji minister za zdravje Philip Hunt je izrazil zaskrbljenost glede uporabe podatkov s strani Palantirja in dejal: "Sedanji NHS in sedanja vlada nimata dobrih rezultatov pri pravilnem določanju podrobnosti, javna naročila pa ne kažejo znakov izboljšanja." 
Aprila 2023 je bilo objavljeno tudi, da je enajst skladov NHS začasno ustavilo ali prekinilo uporabo programske opreme Palantir Foundry. Tiskovni predstavnik Ministrstva za zdravje in socialno varstvo je dejal, da je to posledica "operativnih težav". 
Januarja 2023 je Peter Thiel v govoru na Oxford Union označil britansko naklonjenost do NHS za "stokholmski sindrom " in dodal, da NHS "dela ljudi bolne". Tiskovni predstavnik Palantirja je komentiral, da je Thiel "govoril kot zasebnik" in da njegovi komentarji "nikakor ne odražajo stališč Palantirja". 
Marca 2023 je bilo razkrito, da so bile bolnišnice NHS "naročene", da delijo podatke o pacientih s Palantirjem, kar je sprožilo ponovne kritike skupin za državljanske svoboščine, vključno s podporo genocidu, praksam zasebnosti in varnosti ter "kupovanju vstopa".   Aktivistične skupine, vključno z Združenjem zdravnikov Združenega kraljestva, Nacionalno konvencijo upokojencev in organizacijo Just Treatment, so nato zagrozile s pravnimi ukrepi zaradi nabave pogodbe FDP s strani NHS England, pri čemer so navajale pomisleke glede uporabe podatkov o pacientih. 
Nekdanjo vodjo umetne inteligence pri NHS England, Indro Joshi, je Palantir zaposlil leta 2022. Podjetje je sporočilo, da namerava svojo ekipo v Združenem kraljestvu povečati za 250.  Vodja Palantirja za Združeno kraljestvo, Louis Mosley, vnuk pokojnega voditelja Britanske zveze fašistov Oswalda Mosleyja,  je interno citiral, da je bila strategija Palantirja za vstop v britansko zdravstveno industrijo "kupiti si pot" z nakupom manjših konkurenčnih podjetij, ki že imajo odnose z NHS, da bi "zavzeli veliko ozemlja in zatrli veliko političnega odpora". 
Novembra 2023 je NHS England podjetju Palantir podelil pogodbo v vrednosti 330 milijonov funtov za vzpostavitev in upravljanje platforme Federated Data Platform. 
Aprila 2024 so zdravstveni delavci protestirali pred vhodom v sedež NHS England in zahtevali prekinitev pogodbe s Palantirjem zaradi pogodb z IDF. 

### Evropa
Sistem Gotham je uporabljal Europol. 

#### Danska
Danski projekt napovednega policijskega dela POL-INTEL deluje od leta 2017 in temelji na sistemu Gotham. Po poročanju agencije AP danski sistem "uporablja sistem kartiranja za izdelavo tako imenovanega toplotnega zemljevida, ki identificira območja z višjo stopnjo kriminala." 
Leta 2025, ko je danska vlada integrirala Palantir v državno vojsko, policijo in obveščevalne službe, so nasprotniki navedli glavni argument, da projekt Praxis (ki ga je Thiel podpiral prek Pronomosa) predstavlja grožnjo Grenlandiji. Drugi argumenti so se nanašali na Thielovo politiko v ZDA in Palantirovo povezavo z ameriškimi in drugimi evropskimi obveščevalnimi službami (Jacob Kaarsbo, nekdanji glavni analitik danske obrambne obveščevalne službe, teh obveščevalnih služb zaradi zaupnih razlogov ni mogel imenovati), pa tudi na varnostno tveganje, ki bi lahko nastalo zaradi posredovanja podatkov državljanov Palantirju. Danska nacionalna policija se je odzvala s sklicevanjem na odgovor Folketingu iz leta 2021, sicer pa policija, danska varnostna in obveščevalna služba ter minister za pravosodje Peter Hummelgaard niso želeli komentirati zadeve.   

#### Norveška
Norveška carina uporablja Palantir Gotham za pregledovanje potnikov in vozil. Znani vhodni podatki so predhodno vloženi tovorni dokumenti, seznami potnikov, nacionalna baza podatkov o menjalnicah (spremlja vse čezmejne menjave valut), register delodajalcev in zaposlenih Norveške uprave za delo in socialno varstvo, norveški register delničarjev in 30 javnih baz podatkov InfoTorg. InfoTorg omogoča dostop do več kot 30 baz podatkov, vključno z norveškim nacionalnim registrom državljanov, evropskim poslovnim registrom, norveškim registrom vozil DMV, različnimi kreditnimi bazami podatkov itd. Te baze podatkov dopolnjujejo lastna obveščevalna poročila norveške carinske uprave, vključno z rezultati prejšnjih kontrol. Sistem dopolnjujejo tudi podatki iz javnih virov, kot so družbeni mediji. 

#### Nemčija
Leta 2023 je nemška notranja ministrica Nancy Faeser ustavila uporabo programa Palantir na zvezni ravni.  Od julija 2025 so nemške policijske uprave v treh od 16 nemških zveznih držav – Bavarski, Hessnu in Severnem Porenju-Vestfaliji – uporabljale Palantir za podatkovno rudarjenje. Marca je Baden-Württemberg naglo sklenil pogodbo v vrednosti 25 milijonov dolarjev, ne da bi imel sploh pravno podlago za uporabo programske opreme. 

#### Ukrajina
Karp trdi, da je bil prvi izvršni direktor velikega ameriškega podjetja, ki je obiskal Ukrajino po ruski invaziji leta 2022.  Palantirjeva tehnologija se od takrat uporablja blizu frontnih črt.  Uporablja se za skrajšanje "verige ubijanja" v rusko-ukrajinski vojni.  Glede na poročilo časopisa The Times iz decembra 2022 je Palantirjeva umetna inteligenca Ukrajini omogočila povečanje natančnosti, hitrosti in smrtonosnosti topniških napadov.  Ukrajinsko generalno tožilstvo načrtuje tudi uporabo Palantirjeve programske opreme za dokumentiranje domnevnih ruskih vojnih zločinov. 

### Izrael
Londonska pisarna Palantirja je bila decembra 2023 tarča demonstracij propalestinskih protestnikov, potem ko je prejela veliko pogodbo za upravljanje podatkov NHS. Protestniki so Palantir obtožili, da je "sokriv" pri izraelskih vojnih zločinih v vojni v Gazi, ker Izraelskim obrambnim silam (IDF) zagotavlja obveščevalne in nadzorne storitve, vključno z obliko napovednega policijskega dela.  Januarja 2024 se je Palantir dogovoril za strateško partnerstvo z IDF, v okviru katerega bi IDF zagotavljal storitve za pomoč pri "vojnih misijah".  Karp je bil odločen v svoji javni podpori Izraelu. Pogosto je kritiziral to, kar imenuje nedejavnost drugih tehnoloških vodij. Njegov položaj je več zaposlenih spodbudil k odhodu iz Palantirja. 
Leta 2024 je bila irskega politika in nekdanjega zaposlenega v podjetju Palantir Eoina Hayesa suspendirana s strani njegove stranke, Socialnih demokratov, ker je na tiskovni konferenci izjavil, da je delnice podjetja Palantir prodal, preden je vstopil v politiko, čeprav jih je prodal mesec dni po izvolitvi za mestnega svetnika. Kasneje istega dne je Hayes v izjavi popravil datum.  Po suspenzu je isti večer izdal dodatno pojasnjevalno izjavo.  Hayes je za Palantir delal med letoma 2015 in 2017, vendar je zanikal kakršno koli vlogo v zvezi z vojaškimi pogodbami.  Socialni demokrati so bili med najglasnejšimi kritiki izraelske invazije na Gazo, Hayesa pa je konkurenčni politik obtožil, da "okorišča genocid". 
Maja 2025 je v Denverju potekal propalestinski protest proti kongresniku Jasonu Crowu, ker je od Palantirja večkrat sprejemal donacije za kampanjo. 

### Drugo
Palantir Gotham so uporabljali kibernetski analitiki pri Information Warfare Monitor, kanadskem javno-zasebnem podjetju, ki je delovalo od leta 2003 do 2012. 
Mednarodna agencija za atomsko energijo (IAEA) je Palantir uporabila za preverjanje, ali Iran spoštuje sporazum iz leta 2015. 

### Nedavne polemike (2025)

#### Obtožbe New York Timesa (maj 2025)
Maja 2025 je The New York Times objavil obtožbe proti podjetju Palantir, ki so sprožile oster odziv podjetja [FRANKI T] [TheStreet]. Palantir je objavil podrobno objavo na blogu, v kateri je »popravil zapis« in se odzval na to, kar je označil za netočnosti in napačne predstavitve v članku v Timesu [FRANKI T].

#### Kritika nekdanjih zaposlenih
Več kot ducat nekdanjih delavcev Palantirja je javno obsodilo sodelovanje podjetja s Trumpovo administracijo in dejalo, da krši ustanovna načela podjetja [NPR].

#### Sporna pogodba z NHS
Palantir je novembra 2023 prejel pogodbo v vrednosti 330 milijonov funtov za razvoj platforme federativnih podatkov za britanski nacionalni zdravstveni sistem, kar je sprožilo široko razpravo. Vendar pa je večina angleških bolnišnic platformo zavrnila, več pa jih je dejalo, da so obstoječi sistemi boljši [The Register].

#### **Vladni nadzor**
Palantir se sooča z naraščajočimi tveganji za ugled zaradi novih poročil, ki dvomijo o njegovem delu za ameriško vlado, saj naj bi njegova »vohunska tehnologija« v Trumpovi administraciji dobila več vladnega in vojaškega dela [NPR] [Morningstar]. Še vedno se pojavljajo vprašanja o tem, ali Palantir ustvarja nacionalno bazo podatkov o ameriških državljanih [MSN]

#### Kontroverze glede zasebnosti in etičnosti
Kontroverze poudarjajo kompleksno ravnovesje med izkoriščanjem podatkov za družbene koristi in varovanjem pravic in zasebnosti posameznika (DesignGurus). Kritiki so izrazili zaskrbljenost glede močnih zmogljivosti podjetja za rudarjenje podatkov in nadzor ter njihove morebitne zlorabe.

#### Finančna uspešnost v primerjavi z ugledom
Kljub polemikam se je vrednost delnic Palantirja v letu 2025 povečala za 80 %, kar kaže, da se finančni uspeh nadaljuje vzporedno z izzivi ugleda [Morningstar]. Polemike se običajno osredotočajo na pomisleke glede zasebnosti, vladnega nadzora, etike podatkov in ustrezne uporabe zmogljive tehnologije za analizo podatkov tako v civilnem kot vojaškem kontekstu.

### Partnerstva in pogodbe

#### International Business Machines
8. februarja 2021 sta Palantir in IBM napovedala novo partnerstvo, ki bo IBM -ovo hibridno platformo za podatke v oblaku uporabljalo skupaj z operacijsko platformo Palantir za gradnjo aplikacij. Izdelek Palantir za IBM Cloud Pak for Data naj bi poenostavil postopek gradnje in uvajanja aplikacij, integriranih z umetno inteligenco, z IBM Watson. Podjetjem/uporabnikom bo pomagal interpretirati in uporabljati velike nabore podatkov brez potrebe po močnem tehničnem znanju. Palantir za IBM Cloud Pak for Data bo na voljo za splošno uporabo marca 2021. 

#### Amazon (AWS)
5. marca 2021 je Palantir napovedal partnerstvo z Amazon AWS. Palantirjeva rešitev ERP Suite je bila optimizirana za delovanje na Amazon Web Services. Spletno rešitev ERP je uporabljalo podjetje BP. 

#### Microsoft
8. avgusta 2024 sta Palantir in Microsoft napovedala partnerstvo, v okviru katerega bo Palantir svoj paket izdelkov namestil v oblake Microsoft Azure Government. Delnica Palantirja je v tem dnevu poskočila za več kot 10 %.  

### Vpliv na druga podjetja
Uspeh podjetja Palantir je privedel do novega vala podjetij (običajno delujočih v obrambnem sektorju), ki sledijo njegovemu poslovnemu modelu, pogosto povezanemu z njegovim osebjem. Business Insider govori o "mafiji Palantir" in jo primerja z znano mafijo Paypal. Med omenjenimi posamezniki so ustanovitelji podjetij, kot so Anduril, 8VC, Addepar in Ironclad.  Joe Lonsdale je tudi soustanovitelj zagonskega podjetja Epirus, ki se ukvarja s tehnologijo proti dronom.  
Nemški samorog Helsing je zgrajen kot nemški oziroma evropski odgovor na Palantir.   Tudi Thiel ima vlogo pri uspehu Helsinga in zagonsko podjetje velja za del "Thielovega ekosistema", čeprav vanj neposredno ne vlaga.  
Francosko zagonsko podjetje Comand AI, ki sta ga leta 2023 ustanovila Antoine Chassang (nekdanji Snapchat) in Loïc Mougeolle (nekdanji Naval Group), si prizadeva postati bolj prilagodljiva alternativa Palantirju. Njegova ekipa je sestavljena iz Palantirja, OpenAI in Andurila.  
Britansko podjetje Arondite je ustanovil Will Blyth (tudi izvršni direktor), nekdanji častnik britanske vojske, ki je delal tudi za Palantir in Helsing. 
Izraelsko zagonsko podjetje Kela so ustanovili Hamutal Meridor (predsednik; nekdanji častnik izraelske vojske; nekdanji vodja Palantirovih operacij v Izraelu), Alon Dror (izvršni direktor), Jason Manne in Omer Bar Ilan. Kela si prizadeva postati podjetje, podobno Palantirju: skrivnostno, delujoče v korist države, s podobnimi rešitvami. Vodilni v izraelski industriji poudarjajo, da bi lahko Izrael imel podjetja, kot sta Palantir in Anduril, vendar je bilo potrebno po osredotočati se na celovite rešitve in ne na niše